# Зеленополье (Запорожский район)
Зеленополье (укр. Зеленопілля, до 2016 г. — Петровское) — село,
Солнечновский сельский совет,
Запорожский район,
Запорожская область,
Украина.
Код КОАТУУ — 2322188805. Население по переписи 2001 года составляло 315 человек.

## Географическое положение
Село Зеленополье находится на расстоянии в 1,5 км от посёлков Высокогорное и Канцеровка, в 2-х км от села Новое Запорожье.
Рядом проходит железная дорога, станция Канцеровка в 2-х км.

## История
- 1933 год — дата основания.
- 2016 год — село было переименовано в "Зеленополье", прежнее название "Петровское".